# Oeverviltmollisia
De oeverviltmollisia (Mollisia hydrophila) is een schimmel behorend tot de familie Mollisiaceae. Hij komt voor bij rietlanden en oevervegetatie. Met name op dode maar nog steeds staande rietstengels. Ze groeien dan vlak boven de waterlijn op de met zwart vilt beklede stengelbasis.

## Vruchtlichamen
De vruchtlichamen zien er in droge toestand uit als roomkleurige schoteltjes met een donkerder buitenzijde van 1 mm breed, zittend op zwart myceliumvilt. De sporenmaat is ongeveer 10 × 2 µm.

## Verspreiding
De oeverviltmollisia komt met name voor in Europa. In Nederland komt de soort zeldzaam voor. In Azië en Noord-Amerika zijn slechts enkele waarnemingen bekend.